# Раде Йовчевски
Раде Йовчевски по прякор Корчагин (на македонска литературна норма: Раде Јовчевски - Корчагин) е македонски комунистически партизанин и народен герой на Югославия.

## Биография
Роден е на 14 август 1919 година в град Скопие. През 1937 година работи в Белград. От 1939 година става член на ЮКП. След операция „Ауфмарш 25“ се завръща в родния си град и участва в диверсантски акции. През 1941 година става член на щабът на Скопския народоосвободителен партизански отряд. След разпадането на отряда излиза в нелегалност. През април 1942 година е осъден задочно на смърт. През пролетта на 1942 година става заместник-политически комисар на втория скопски народоосвободителен партизански отряд, а после и на Косовския народоосвободителен партизански отряд. След като втория е разбит през февруари 1943 г. се укрива в Скопие. Убит е в престрелка с българската полиция в скопския квартал Маджир махала. Йовчевски заедно с Орце Николов и Даме Крапчев са основоположници на работническото и комунистическото движение в града. Провъзгласен е за народен герой на Югославия на 8 октомври 1953 година.